# Frands Mikkelsen Vogelius
Frands Mikkelsen Vogelius, född den 19 augusti 1640, död den 29 november 1702, var en dansk präst. 
Vogelius föddes i Ugilt (därav namnet Vogelius) i Aalborgs stift. Hans föräldrar, Mikkel Christensen och Kirsten Frandsdatter, var ortens prästpar. År 1655 kom han till Viborgs skola, där han åtnjöt undervisning av magister Niels Jensen (Aars), en av sin tids mest ansedda skolmän. När Vogelius sedan, trots svåra studieförhållanden, besatt en ovanligt stor insikt i de gamla språken, härrörde denna säkert mer från hans skoltid än från hans universitetsliv. Ty just när han 1658 dimitterades från skolan med ovannämnde rektors goda vitsord, blev Köpenhamn inneslutet av svenskarna. I två år måste han därför stanna i sitt hem i Ugilt, fram till dess att han efter freden 1660 kunde skriva in sig vid universitetet. Men då "baade Exercitia og Beneficia cesserede" där, vände han tillbaka till sitt hem och förblev hemma över ett år. Då han slutligen kom tillbaka till universitetet, gjorde han emellertid så snabba framsteg, att han efter ett års förlopp kunde ta teologisk attestats med högsta betyg. År 1664 kallades han till präst i Åsted och Skærum, i närheten av hans födelseort, och där förblev han till sin död. 
Vad som drar uppmärksamheten till denne man, är hans lärda historiska granskningar och hans flitiga skribentverksamhet, men också det sorgliga faktum, att tidens eländiga villkor inte tillät honom att få något utgivet av den långa rad skrifter han hade utarbetat. Bland dessa kan nämnas danska översättningar av Herodotos, Thukydides, Diodoros och Xenophons historiska verk och ett "med utrolig Flid samlet stort Værk om hele Nordens Historie fra de ældste Tider indtil Forfatterens Samtid, kaldet Chronologia Gothica". En del av Vogelius sirligt utförda handskrifter (delvis försedda med akademiskt godkännande att kunna tryckas) finns ännu i de danska bibliotekens manuskriptsamlingar. En ljuspunkt i hans svåra skribentvillkor var det för honom, att han i den lärde bonden och historiske samlaren Peder Dyrskjøt och i stiftets biskop, Jens Bircherod, hade män i sin närhet, som uppskattade hans flitiga arbete och gärna samtalade om lärda ämnen med honom. Han var gift två gånger, men drabbades mot slutet av sitt liv av en tung familjesorg, som måhända har förkortat hans liv.